# Šibovac
Šibovac is een plaats in de gemeente Sirač in de Kroatische provincie Bjelovar-Bilogora. De plaats telt 241 inwoners (2001).